# КНДР на зимних Олимпийских играх 1998
КНДР принимала участие в Зимних Олимпийских играх 1998 года в Нагано (Япония) в шестой раз за свою историю, пропустив Зимние Олимпийские игры 1994, но не завоевала ни одной медали.